# Howard Passadoro
Carlo Howard L. Passadoro (Newport, 18 giugno 1871 – Guildford, 25 giugno 1921) è stato un calciatore gallese.

## Biografia
Passadoro nasce da genitori genovesi nel 1871 a Newport, in Galles. Suo padre venne iscritto nel 1881 nel censimento del Galles come esportatore di carbone, che abitava nell'area di Roath, vicino a Cardiff.
Secondo alcune fonti era invece un cittadino britannico od americano, originario di Malta.
Trasferitosi nella città dei suoi genitori, Passadoro divenne un socio giocatore del Genoa.
Benché fosse inizialmente in rosa per disputare il primo campionato di calcio italiano, Passadoro non giocò essendo impegnato nello stesso giorno con il fratello Fortunato in una gara di canottaggio con l'imbarcazione "Zig-zag".
Partecipò con il Genoa in seguito a tutti i campionati sino al 1903, vincendo quattro scudetti.
Nel novembre del 1900, Paolo Rossi, Giovanni Bocciardo e Edoardo Pasteur, proposero di cambiare i colori delle maglie. Rossi propose il granata ed il blu scuro, a cui si oppose proprio Passadoro che indicò una divisa blu con i bordi bianchi. Per un solo voto la maglia di Passadoro non venne scelta.
Al termine dell'ultimo campionato disputato, si ritirò dall'attività agonistica.
Si trasferì in Inghilterra, dove morì nel 1921.

## Palmarès

### Calciatore

#### Club

##### Competizioni nazionali
- Campionato italiano: 4

Genoa: 1899, 1900, 1902, 1903